# Zhengkeng
Zhengkeng (kinesiska: 郑坑, 郑坑乡) är en socken i Kina. Den ligger i provinsen Zhejiang, i den östra delen av landet, omkring 250 kilometer söder om provinshuvudstaden Hangzhou. Antalet invånare är 1 619. Befolkningen består av 724 kvinnor och 895 män. Barn under 15 år utgör 17,0 %, vuxna 15-64 år 64 %, och äldre över 65 år 17,0 %.
Runt Zhengkeng är det ganska tätbefolkat, med 192 invånare per kvadratkilometer. Närmaste större samhälle är Nantian, 16,8 km sydost om Zhengkeng. I omgivningarna runt Zhengkeng växer i huvudsak blandskog.
Genomsnittlig årsnederbörd är 2 328 millimeter. Den regnigaste månaden är juni, med i genomsnitt 383 mm nederbörd, och den torraste är januari, med 67 mm nederbörd.